# Cyklotron
En cyklotron er en type partikelaccelerator som bliver brugt til at accelerere ladede partikler, bl.a. for at kunne isolere et grundstof i forskellige isotoper. Cyklotroner har været brugt ved opdagelsen og renfremstillingen af flere transuraner. Den blev opfundet i 1929 af Ernest Lawrence på Berkeley-universitetet i California, USA. Lawrence modtog Nobelprisen i fysik i 1939 for opfindelsen og de udførte eksperimenter.
Cyklotroner har traditionelt været brugt til at producere energirige partikelstrømme til brug i kernefysikken.
Cyklotroner bruges i dag også til at fremstille radioaktive isotoper, der bruges på sygehusene til positronemissionstomografi, også kendt som PET-skanning.
Verdens største cyklotron er den 17,1 meter store multimagnet-accelerator TRIUMF på University of British Columbia i Vancouver i Canada, der kan producere 500 MeV protoner.

## Virkemåde
En cyklotron består af et vakuum-kammer med to D-formede elektroder, hvori ladede partikler bliver accelereret af en højfrekvent vekselspænding. Et tværgående magnetfelt holder partiklerne i en spiralbane, idet partiklerne bevæger sig længere og længere ud, jo mere fart, de får på. Accelerationen sker hver gang en partikel bevæger sig fra en elektrode til den anden. En cyklotron kan kun accelerere ladede partikler, såsom protoner, deuteroner, alfapartikler og ioner. Hvis ioner af et bestemt grundstof, f.eks. uran, accelereres i en cyklotron, vil de forskellige isotoper på grund af deres afvigende vægt bevæge sig i forskellige baner og aflejres i adskilte pletter. Således adskilte man U-235, der skulle bruges til den første uran-atombombe fra U-238.